# Uncharted: The Nathan Drake Collection
Uncharted: The Nathan Drake Collection (в России официально издаётся под названием «Uncharted: Натан Дрейк. Kоллекция») — коллекция компьютерных игр в жанре приключенческий боевик с видом от третьего лица, разработанная американской компанией Bluepoint Games и изданная Sony Computer Entertainment. Выход коллекции состоялся 7 октября 2015 года эксклюзивно для игровой консоли PlayStation 4. Это переиздание первых трёх частей серии игр Uncharted, разработанная американской студией Naughty Dog.

## Игровой процесс
The Nathan Drake Collection включает кампании первых трёх основных частей серии: Uncharted: Drake's Fortune (2007), Uncharted 2: Among Thieves (2009) и Uncharted 3: Drake's Deception (2011). Они являются видеоиграми от третьего лица с элементами экшена и трёхмерного платформера в жанре приключенческий боевик. Главным персонажем трилогии является охотник за сокровищами — Нейтан Дрейк, которым на протяжении всех частей игр берётся управление. Игроку предстоит исследовать разные места, решать головоломки, используя дневники и записи, искать сокровища, побеждать врагов, используя различное оружие.
Новые более 3500 трофеев, отслеживание статистики друзей, новые уровни сложности стали доступны для PlayStation 4. А также есть фоторежим, с помощью которого можно запечатлеть любые моменты из игры, но его нет в Among Thieves и Drake's Deception. Все три игры поддерживают 22 языка. Первая часть игры полностью переведена на русский язык, чего в PlayStation 3 версии не было.
Все три части коллекции предоставляют возможность играть в разрешении 1080p со скоростью 60 кадров в секунду. Музыка была улучшена во всех трёх играх, чтобы поддерживать системы объёмного звука. Все три игры переработаны для соответствия высокого стандарта, как графические улучшения: текстуры окружения и кат-сцены стали более детализированными и освещёнными, а движения персонажей более реалистичными и плавными. Вода, пламя, книжки, стены, земля, травы, деревья, а также работа спецэффектов, таких как взрывы, выстрелы и огонь значительно улучшились. Персонажи реализованы глубоко, менее мыльные в графическом плане, а эмоциональные выражения лиц и другие серьёзные моменты игр, что выглядели странными в PS3 версии игр после улучшения стали выглядеть хорошо, чтобы широкий кинематографический стиль Naughty Dog работал более детально.
В коллекции во всех играх были одинаково переработаны системы прицеливания и броска гранаты в Drake's Fortune, чтобы они соответствовали другим играм, а также изменено движение камеры в Drake's Deception. Кнопки управления были назначены одинаково для всех игр, чтобы они имели единое управление.

## Разработка
Разработка коллекции началась в июне 2014 года американской студией Bluepoint Games, которые ранее занимались коллекционированием игр Sony, и выпускали такие коллекции, как God of War Collection и The Ico & Shadow of the Colossus Collection. Оригинальные игры франшизы были разработаны компанией Naughty Dog. По словам Марко Траш, директора и владельца компании Bluepoint Games, разработка длилась 15 месяцев после выпуска The Last of Us Remastered компанией Naughty Dog, и является самым длинным проектом студии на тот момент. В команде было 48 человек, из которых 13 инженеров, 17 художников, остальные дизайнеры, специалисты по контролю качества и другие, и они сотрудничали с Naughty Dog на протяжении всего проекта. Все три игры работают на разных движках, версии которых были перенесены на PS4.
После успешного переиздания The Last of Us на PS4 Naughty Dog хотелось выпустить ремастер Uncharted на PS4. Naughty Dog заявила, что 80% владельцев PS4 никогда не играли в Uncharted, поэтому решили, что переиздание будет хорошей идеей. В коллекцию не входил приквел Uncharted: Golden Abyss, разработанный компанией Bend Studio для портативной консоли PlayStation Vita. Причина этому служило то, что Golden Abyss является побочным продуктом, который выходит за рамки правильной сюжетной последовательности трилогии, ведущая к Uncharted 4: A Thief's End, но изначально идея вхождения в коллекцию этой части рассматривалась. Многопользовательский режим в Among Thieves и Drake's Deception не был перенесён потому, что на тот момент в PS3 игроки ещё активно играли в эти игры, а Naughty Dog не хотела терять такую активность.
Uncharted: The Nathan Drake Collection была анонсирована 4 июня 2015 года. 7 октября 2015 года коллекция вышла в Европе, Австралии и Новой Зеландии, а 9 октября того же года вышла в Великобритании, Ирландии и США. В России она вышла 7 октября 2015 года официально под названием «Uncharted: Натан Дрейк. Коллекция». Игроки, купившие The Nathan Drake Collection, получали доступ к многопользовательской бета-версии Uncharted 4: A Thief's End.

## Отзывы
| Сводный рейтинг       | Сводный рейтинг |
| Агрегатор             | Оценка          |
| --------------------- | --------------- |
| GameRankings          | 86,66 %         |
| Metacritic            | 86/100          |
| Иноязычные издания    |                 |
| Издание               | Оценка          |
| GameSpot              | 8/10            |
| GamesRadar+           | [ 19 ]          |
| IGN                   | 9/10            |
| VentureBeat           | 88/100          |
| VideoGamer            | 7/10            |
| Русскоязычные издания |                 |
| Издание               | Оценка          |
| 3DNews                | 8/10            |
| PlayGround.ru         | N/A             |
| Riot Pixels           | N/A             |

Отзывы агрегатора Metacritic в основном положительные. У русскоязычных изданий стабильные 60 кадров в секунду создали впечатление, и теперь прицеливание стало гораздо лучше, нежели в PS3 версии. А также в одном комплекте сразу три игры, которые запускаются по выбору, делает игру удобной. Немного вниманий заслужило то, что была вырезана часть таких бонусных материалов, как соревновательные режимы.

## Продажа
После выхода Uncharted: The Nathan Drake Collection стала одной из самых продаваемых игр, заняв второе место в Великобритании, а также на тот момент коллекция заняла восьмое место по запуску игр на PS4. В США она заняла девятое место по количеству продаж новых игр в октябре 2015 года. 16 ноября 2016 года Sony начала продавать игры в коллекции по отдельности в Европе. В январе 2020 года Sony выпустила The Nathan Drake Collection бесплатно для подписчиков PlayStation Plus до 3 февраля. Позже Sony по инициативе «Играй дома» с 15 апреля до 5 мая 2020 года начала раздавать копии коллекции бесплатно даже тем, кто не подписан на PlayStation Plus.